# Законоизвршителна част Државног совјета

## Чланови владе
| Функција                                                      | Слика | Име и презиме           | Детаљи                                |
| ------------------------------------------------------------- | ----- | ----------------------- | ------------------------------------- |
| Председатељ Државног совјета и његове Законоизвршителне части |       | Коца Марковић           | умро је на дужности 16/28.3. 1836.    |
| Председатељ Државног совјета и његове Законоизвршителне части |       | Стефан Стефановић Тенка | вршилац дужности од 16/28.3. 1836.    |
| Попечитељ инострани дјела                                     |       | Аврам Петронијевић      |                                       |
| Попечитељ внутрени дјела                                      |       | Димитрије Давидовић     | до 16/28.3. 1835.                     |
| Попечитељ внутрени дјела                                      |       | Ђорђе Протић            | од 16/28.3. 1835.                     |
| Попечитељ правосудија                                         |       | Лазар Теодоровић        | до краја фебруара/почетка марта 1835. |
| Попечитељ финансија                                           |       | Алекса Симић            | до половине марта 1835.               |
| Попечитељ просвештенија                                       |       | Димитрије Давидовић     | до 16/28.3. 1835.                     |
| Попечитељ просвештенија                                       |       | Стефан Стефановић Тенка | од 30.5/11.6. 1838.                   |
| Врховни надзиратељ карантина                                  |       | Стефан Стефановић Тенка | од 30.5/11.6. 1838.                   |
| Попечитељ војени дјела                                        |       | Милета Радојковић       | до 16/28.3. 1836.                     |
| Попечитељ војени дјела                                        |       | Теодор Хербез           | од 29.6/11.7. 1835.                   |